# Dimelaena weberi
Dimelaena weberi är en lavart som beskrevs av Sheard. Dimelaena weberi ingår i släktet Dimelaena och familjen Physciaceae.   Inga underarter finns listade i Catalogue of Life.